# Strona
Strona är en ort och kommun i provinsen Biella i regionen Piemonte i Italien. Kommunen hade 1 070 invånare (2018).